# Движение родителей против Самношка
Движение родителей против Самношка (норв. Foreldreaksjonen mot samnorsk) — общественное движение, организованное в 1951 году обществом «Риксмол» (норв. Riksmålsforbundet) для противодействия самношкской языковой политике, поддерживающейся правительством Норвегии.

## Описание и история движения
Целью Самношкской политики было создание общего норвежского языка (норв. Samnorsk, «общий норвежский») путём смешения двух официальных языков (букмол и нюношк). Эта политика была отвергнута многими слоями населения и воспринята как «радикализация» букмола. Членами этого движения издавалась газета «Frisprog» («Свободный язык»), выходившая два раза в месяц с 1953 по 1986 год, главными редакторами которой были Маргрет Аамот Оверлэнд и Софи Хелен Вигерт.
Против Самношкской политики было собрано около 500 000 подписей (при населении Норвегии около трёх миллионов человек). Школьные учебники на букмоле с самношкскими нормами массово исправлялись родителями учеников на традиционный риксмол.

## Последствия
Движение родителей против Самношка сыграло важную роль в языковом вопросе Норвегии в 1950-х годах и в значительной степени способствовало тому, что власти в 2002 году отказались от Самношкской политики.